# Lucjan Tajchman
Lucjan Tajchman ps. Buda, Wirt (ur. 29 lipca 1907 w Sosnowcu, zm. w listopadzie 1945 w Katowicach) – polski żołnierz, socjalista, antykomunista i bojownik polskiego ruchu oporu.

## Życiorys
W młodości kształcił się w rodzinnym Sosnowcu, w którym w 1928 zdał maturę. Na początku lat 30 ukończył Dywizyjny Kurs Podchorążych Rezerwy Piechoty angażując się następnie w działalność Polskiej Partii Socjalistycznej. W listopadzie 1939 razem z m.in. Aleksym Bieniem i Władysławem Gęborkiem organizował w Zagłębiu Dąbrowskim struktury ruchu Wolność Równość Niepodległość. Jako komendant regionalnej Milicji Robotniczej i zastępca szefa Komendy Koordynującej Okręgu Zagłębie WRN stał się jednym z najaktywniejszych konspiratorów socjalistycznych w Zagłębiu Dąbrowskim, organizował również pomoc ludności żydowskiej w sosnowieckim i będzińskim Getcie. W 1943 Tajchman uczestniczył w rozmowach scaleniowych socjalistycznej konspiracji z Armią Krajową, w wyniku których oddziały Gwardii Ludowej WRN i Milicji Robotniczej z Zagłębia i Górnego Śląska weszły na prawach autonomii w skład Okręgu Śląsk AK.
Latem 1943 z zagrożonych aresztowaniem socjalistów sformowany został oddział dywersyjny AK "Surowiec" pod dowództwem ppor. Gerarda Woźnicy ps. "Hardy", który operował na pograniczu Rzeszy i Generalnego Gubernatorstwa. W grudniu 1943 aresztowani zostali mjr Cezary Uthke ps. "Tadeusz" (dowódca Brygady Zagłębiowskiej WRN) i por. Stefan Nowocień ps. "Sztygar" (komendant Inspektoratu Sosnowiec AK), których następcą został Tajchman. Po wyzwoleniu Zagłębia zdecydował się rozpocząć walkę z nowym rządem w szeregach organizacji NIE a następnie Delegatury Sił Zbrojnych na Kraj jako komendant Inspektoratu Sosnowiec. Kierował nim do 21 września 1945, gdy na rozkaz komendanta Okręgu Śląsko-Dąbrowskiego DSZ ppłka Zygmunta Janke ps. "Walter" ujawnił się wraz z inspektoratem.
W październiku 1945 Lucjan Tajchman został aresztowany przez Urząd Bezpieczeństwa Publicznego. Osadzony w katowickim więzieniu wojewódzkiego UBP zmarł z wycieńczenia na skutek tortur. Pochowany został w Sosnowcu.

## Awanse
- plutonowy podchorąży rezerwy piechoty - pierwsza połowa lat 30.
- podporucznik rezerwy piechoty - w trakcie II wojny światowej
- porucznik rezerwy piechoty - 1 stycznia 1945
- kapitan rezerwy piechoty - 1 czerwca 1945 (rozkazem DSZ nr. 319)[1]

## Odznaczenia
- Krzyż Walecznych
- Srebrny Krzyż Zasługi z Mieczami – dwukrotnie